# كامبيرويل وبيكهام (دائرة انتخابية في المملكة المتحدة)
كامبيرويل وبيكهام (بالإنجليزية: Camberwell and Peckham)‏ هي إحدى الدوائر الانتخابية في المملكة المتحدة الممثلة في مجلس العموم في برلمان المملكة المتحدة.
عضو البرلمان الذي يمثلها حالياً هو :Rt Hon Harriet Harman QC (Lab).